# 174466 Zucker
174466 Zucker este un asteroid din centura principală de asteroizi.

## Descriere
174466 Zucker este un asteroid din centura principală de asteroizi. A fost descoperit pe 31 decembrie 2002 la Apache Point Observatory în cadrul programului Sloan Digital Sky Survey. Asteroidul prezintă o orbită caracterizată de o semiaxă mare de 3,07 ua, o excentricitate de 0,24 și o înclinație de 15,4° în raport cu ecliptica.